# Erlik

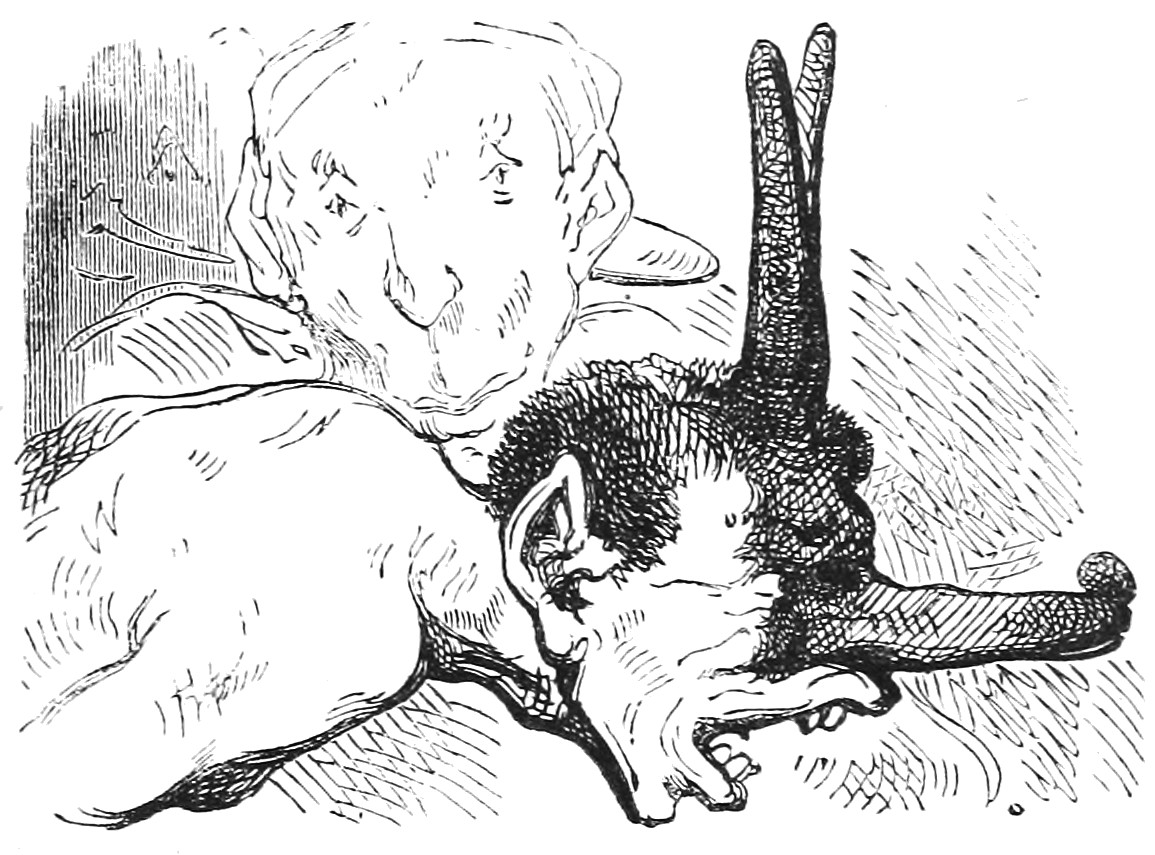
Erlik raffigurato nel Dictionnaire Infernal.

Erlik, Erlig o Erlik Khan (nella mitologia ungherese equivalente a Ördög) è il dio della morte e del Tamag (inferno) nella mitologia turca e mongola.

## Caratteristiche
Secondo la mitologia siberiana, Erlik era la prima creazione di Ulgan, il dio creatore, ma l'orgoglio di Erlik portò a un attrito tra i due e fu bandito dall'oltretomba.
Nei miti dei popoli turchi e mongoli, Erlik era coinvolto nella creazione dell'umanità. Uccise il dio-messaggero, Maidere, ed è un maestro del peccato. A volte è rappresentato da un orso totemico.
Nella mitologia turca, Erlik era la divinità del male, dell'oscurità, signore del mondo inferiore e giudice dei morti. È conosciuto come il primo essere dell'umanità, creata da Ulgen. Voleva essere uguale a Ulgen, ma era in una posizione inferiore a lui. Allora volle creare la propria terra e fu mandato in prigione nel nono strato della terra, diventando opposto al mondo superiore, il regno della luce.
Gli spiriti malvagi creati da Erlik portano sfortuna, malattia e morte all'umanità. Questi spiriti sono immaginati come assistenti di Erlik. Oltre a loro, i suoi nove figli e figlie aiutano il padre sulla via del male. In particolare, secondo la tradizione le figlie di Erlik tentano di corrompere la mente di uno sciamano con la loro bellezza mentre sta cercando di raggiungere Ulgen. Erlik infligge tutti i tipi di malattia e pretende sacrifici dalle persone. Se non gli offrono sacrifici, Erlik cattura i corpi morti di coloro che ha ucciso e li porta in questo mondo inferiore rendendoli suoi schiavi. Perciò, specialmente nella regione dei Monti Altaj, quando appare la malattia, la gente si spaventa di Erlik e gli sacrifica molti animali.
Nelle preghiere degli sciamani, Erlik è descritto come un mostro, che ha il viso e i denti di un maiale combinato con un corpo umano. Oltre al suo viso, è un vecchio con un corpo ben costruito, occhi neri, sopracciglia e baffi.
Il dinosauro Erlikosaurus prende nome da lui.

## Figli di Erlik
Erlik ha nove figli, chiamati Karaoğlanlar ("ragazzi neri"). Sono Karash Khan, Matır Khan, Shingay Khan, Komur Khan, Badish Khan, Yabash Khan, Temir Khan, Uchar Khan e Kerey Khan. Ha anche nove figlie, dette Karakızlar ("ragazze nere"), i cui nomi sono sconosciuti.

### Karaoghlanlar
Sono i figli di Erlik.
1. Karash Han: il dio dell'oscurità.
2. Matyr Han: il dio del coraggio e dell'audacia.
3. Shyngay Han: il dio del caos.
4. Komur Han: il dio del male.
5. Badysh Han: il dio del disastro.
6. Yabash Han: il dio della sconfitta.
7. Temir Han: il dio del ferro e delle miniere.
8. Uchar Han: il dio degli informatori.
9. Kerey Han: il dio della discordia.